# Franz Christoph von Scheyb

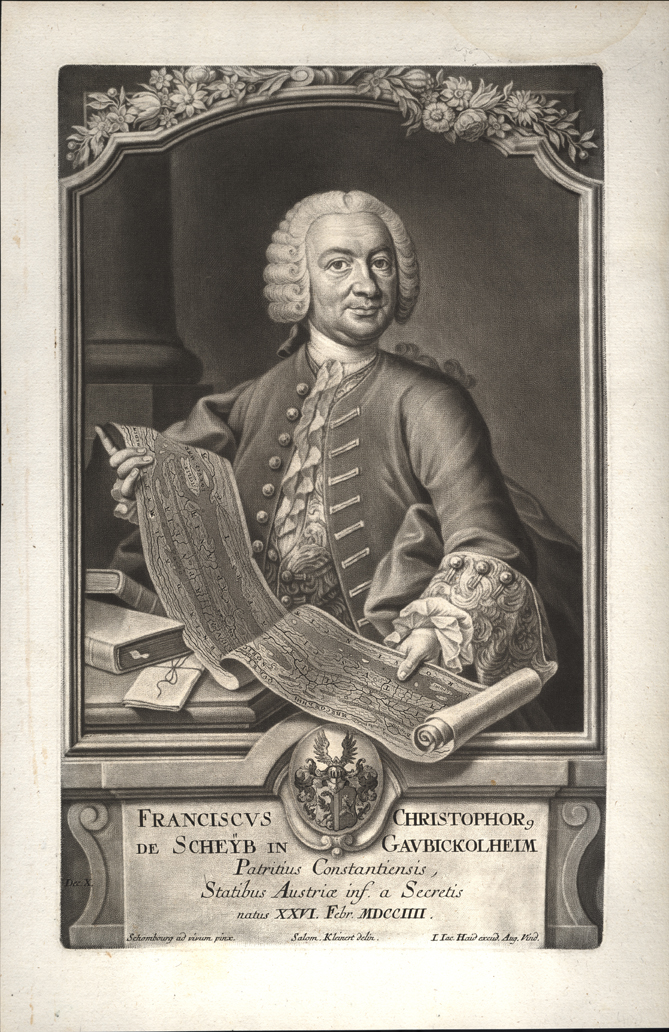
Franz Christoph von Scheyb mit der Tabula Peutingeriana

Franz Christoph von Scheyb (auch Franz Christoph Scheyb; * 26. Februar 1704 in Tengen; † 2. Oktober 1777 in Wien) war ein Schriftsteller und Kunsttheoretiker.

## Leben und Wirken
Der aus Baden stammende Scheyb kam schon in jungen Jahren nach Wien. Dort studierte er am Jesuitenkolleg Jus und stand seit 1728 in den Diensten der Grafen von Harrach. 1739 trat er in den Staatsdienst ein und wurde Sekretär der niederösterreichischen Landesregierung in Wien. Später unternahm er zahlreiche Studienreisen, hatte Kontakt zum Schweizer Philosophen Jean-Jacques Rousseau, sowie zu Voltaire und anderen Gelehrten seiner Zeit und gehörte im Österreich der Theresianischen Zeit zu den wichtigsten Vertretern der Aufklärung. Ab 1746 war er Mitglied der kurzlebigen Societas incognitorum im mährischen Olmütz, der ersten akademieähnlichen Gelehrtengesellschaft in den habsburgischen Ländern. Später löste er sich von der jesuitischen Sicht der Aufklärung und unterhielt stattdessen Kontakte zu national gesinnten Gelehrten in Sachsen und Preußen. So war Scheyb einer der zunächst wenigen Wiener Unterstützer Johann Christoph Gottscheds im spätbarocken Sprachenstreit und versuchte dessen neuhochdeutsche Sprachnorm gegen den Widerstand einiger österreichischer Gelehrter wie Johann Balthasar Antesperg und Johann Siegmund Popowitsch durchzusetzen.
Gottsched selbst und seine Leipziger Kollegen wurden jedoch in preußischen Gelehrtenkreise schon bald durch eine neue Generation Berliner Aufklärer abgelöst, die dessen literarische und linguistische Thesen bereits als veraltet und zu wenig konsequent betrachteten und somit auch dessen österreichische Fürsprecher als antiquiert ansahen. Dadurch wurde auch Scheyb zum Ziel deren Kritik. Friedrich Nicolai etwa äußerte mehrmals seine Geringschätzung gegenüber Franz Christoph Scheyb und schrieb etwa in einem Brief von 1761:
Oesterreich hat uns noch keinen einzigen Schriftsteller gegeben, der die Aufmerksamkeit des übrigen Deutschlandes verdienet hätte; der gute Geschmack ist, (wenigstens was das Deutsche betrifft) daselbst kaum noch in seiner ersten Kindheit, kaum noch da, wo Sachsen und Brandenburg schon um das Jahr 1730 waren. Scheyb, Schönaich, Gottsched, die das ganze übrige Deutschland auspfeift, heissen daselbst noch Dichter, und dennoch ist von diesen elenden Schriftstellern kaum einer ein Eingebohrner. Wie könte man von einem solchen Lande wohl erwarten, daß es tragische oder komische Schriftsteller hervorbrächte? und wenn es welche gäbe, wie elend würden sie seyn? (Brief 203, 17. Februar 1761)
Neben intellektuellen Differenzen mag dabei aber auch die österreichisch-preußische sowie die katholisch-protestantische Rivalität dieser Zeit eine Rolle gespielt haben. Daneben wurden viele österreichische Literaten im protestantischen Norden alleine deshalb abgelehnt oder oft gar nicht gelesen, da sie in den 1760er Jahren noch teilweise in einer der Oberdeutschen Schreibsprache verhafteten Schreibweise publizierten. Scheyb gehörte dabei zu den aktiven Befürwortern des sächsischen Neuhochdeutsch nach Gottsched und wurde trotzdem abgelehnt.
Scheyb zog sich daraufhin immer mehr aus dem literarischen Diskurs zurück und auch sein Einfluss auf den kaiserlichen Verwaltungsapparat ging zurück. Im Gegenzug nahm der Einfluss von Joseph von Sonnenfels stetig zu, der ideologisch den Berliner Aufklärern um Nicolai und Gotthold Ephraim Lessing nahestand und nicht wie zuvor Scheyb den Leipziger Gelehrten.
Späte Bedeutung erhielt Franz Christoph von Scheyb noch einmal durch seine aus dem Jahr 1753 stammende Publikation der Tabula Peutingeriana, die sich als eine der bedeutendsten römischen Quellen aus der Spätantike herausstellte.

## Schriften
- Theresiade : Ein Ehren-Gedicht / Durch Den Herrn Frantz Christoph von Scheyb in Gaubikolheim ... , Jahn, Wien, 1746, 2 Bde. (Bd. 1 als Digitalisat und Volltext im Deutschen Textarchiv)
- Lobrede auf weiland Se. ... Excellenz Herrn Friedrich, des Heil. Röm. R. Grafen von Harrach zu Rohrau, Herrn der Herrschaften Stauf, Aschach, Freystadt und Bruck an der Leytha; Erbherrn auf Branna, Starkenbach, Wlkawa ... Obrist-Erb-Land-Stallmeistern in Oesterreich ober und unter der Enns ... zu Wien 1749 in der Versammlung einiger Mitglieder der Oesterreichischen gelehrten Gesellschaft abgelesen, Johann Gabriel Büschel, Leipzig, 1750, 4°, 120 S.
- Tabula Peutingeriana C. Peutingeriana tabula itineraria quae in augusta bibliotheca Vindobonensi nuc servantur adcurate exscripta. Numini maiestatique Mariae Theresiae....dicata a F. C. de Scheyb, Trattner, Wien, 1753, Gr.-fol.,(2), XIV, 69, XII S.
- Musae Francisco ac Theresiae augustis congratulantur ..., 1756 (Herausgeber, Festschrift zur Wiedereröffnung der Universität Wien)
- Vindobona romana das ist Die Stadt Wien in Oesterreich vor und zu Zeiten der alten Römer. Nebst einem Anhange von den fünf Lerchen im Oesterreichischen Wappen, Trattner, Wien, 1766,8°, 190 S.
- Natur und Kunst in Gemälden, Bildhauereyen, Gebäuden und Kupferstichen, zum Unterricht der Schüler, und Vergnügen der Kenner, EA Gräff, Wien Leipzig, 1770, 8°, XCIV, (2), 387, (1) S.
- Geschichte des Lebens, der Marter und der Wunderwerke des heiligen Johannes von Nepomuck Domherrn zu Prag, wie auch vieler Gnaden, welche von Gott durch die Fuerbitte dieses Heiligen sind verliehen worden. Aus den Prozessen seiner Heiligsprechung, Italiaenisch zu Rom 1729, heute 1773 aber zu Wien deutsch verfasst, EA van Ghelen, Wien 1773, (12), LVI, 472, (3) S.
- Von den drey Künsten der Zeichnung. Mit einem Anhang von der Art und Weise, Abdrücke in Schwefel, Gyps, und Glas zu verfertigen, auch in Edelsteine zu graben. (Nebst einer Vorrede v. Friedrich Just Riedel), EA van Ghelen, Wien, 1774, (12), 452, (2) S.